# Список нагороджених медаллю «На славу Чернівців»

## Історія нагороджень
Медаль «На славу Чернівців» була заснована Чернівецькою міською радою з метою нагородження осіб (громадян України і закордону), які найбільше посприяли розвитку міста за останні десятиліття. Передбачалось, що нагородження буде проходити в дні святкування 600-ліття першої письмової згадки міста Чернівців. Було виготовлено 300 медалей. Нагородження проводилось 2008 року в декілька етапів. Перше вручення медалей «На славу Чернівців» відбувалося під час урочистостей з нагоди Дня незалежності України (2008). 

Нагородження медаллю «На славу Чернівців» проводилось і в наступні роки.

## За заслуги перед територіальною громадою і містом та з нагоди 600-річчя міста Чернівці
1. Криворучка Ореста Івановича — Заслуженого художника України, автора ескізу герба, прапора міста, почесного ланцюга Чернівецького міського голови та ювілейної медалі «На славу Чернівців»;
2. Бідну Людмилу Павлівну — медичну сестру міської поліклініки № 1, Заслуженого медичного працівника України, відмінника охорони здоров'я, члена Буковинської асоціації медичних сестер;
3. Бодака Юрія Михайловича — голову будинкового комітету будинку № 9-А по вул. Алма-Атинській;
4. Ватаманюка Василя Ананійовича — голову правління ВАТ «Чернівецький цегельний завод № 3», члена виконавчого комітету Чернівецької міської ради;
5. Вознюка Володимира Аксентійовича — члена обласної організації Спілки письменників України;
6. Гуліку Отілію Григорівну — голову міської організації благодійної організації «Гільфе», члена правління організації «Український народний дім у м. Чернівцях»;
7. Дерду Івана Михайловича — Заслуженого артиста України, доцента кафедри музики Чернівецького національного університету ім. Ю.Федьковича, депутата Шевченківської районної у місті ради V скликання;
8. Доцюка Володимира Федоровича — колишнього голову Першотравневої районної у місті ради (1971—1972 р.р.) та виконкому Чернівецької міської ради (1972—1985 р.р.);
9. Загороднюка Сергія Петровича — директора вищого професійного училища радіоелектроніки;
10. Карачова Петра Олександровича — слюсаря-сантехніка ПП «Санітарія»;
11. Кіршенблата Володимира Яковича — заступника головного лікаря з медичної частини міської клінічної лікарні № 3, головного терапевта управління охорони здоров'я міської ради, члена президії обласної асоціації терапевтів ім. В.Василенка;
12. Косенко Наталію Іванівну — викладача української мови та літератури ліцею № 3 Чернівецької міської ради, «Відмінника освіти України»;
13. Кривого Євгена Івановича — заступника начальника відділу з експлуатаційного утримання ДП «Чер-нівецький облавтодор», 1989—1994 р.р. — працював першим заступником голови Чернівецького міськвиконкому;
14. Курик Ганну Григорівну — голову будинкового комітету будинку № 8-А по вул. І.Стасюка, з 1994 року очолює городнє товариство ветеранів війни та праці «Прут»;
15. Лютак Вероніку Петрівну — мати-героїню, яка народила та виховує 12 дітей;
16. Масана Олександра Михайловича — багаторічного і плідного дослідника історії Чернівців, кандидата історичних наук, доцента Чернівецького націо-нального університету ім. Ю.Федьковича;
17. Мельника Василя Гавриловича — письменника, лауреата Всеукраїнського конкурсу «Коронація слова»;
18. Москальчука Івана Григоровича — слюсаря-сантехніка ПП «Житлосервіс»;
19. Охрімовського Григорія Васильовича — колишнього голову Ленінської (Шевченківської) районної у місті ради (1970—1979 р.р.), який понад 40 років пропрацював у фінансовій системі міста (начальник фінансового управління), пенсіонера;
20. Приходнюка Олександра Яковича — члена національної спілки майстрів народного мистецтва України;
21. Станкевич Стеллу Омелянівну голову правління АТЗТ «Трембіта», Почесного громадянина міста Чернівців;
22. Фестригу Івана Степановича — голову Чернівецької обласної організації Українського товариства сліпих (УТОС), Заслуженого працівника соціальної сфери України;
23. Ходоровського Георгія Івановича — надзвичайного і Повноважного посла України в Індії (1993-1998 р.р.), народного депутата Верховної Ради України першого скликання, професора кафедри міжнародних відносин Чернівецького національного університету ім. Ю.Федьковича, доктора медичних наук, професора кафедри фізіології Буковинського державного медичного університету, депутата Чернівецької міської ради V скликання;
24. Шиманського Віктора Миколайовича — директора гімназії № 1 Чернівецької міської ради, «Відмінника освіти України»;
25. Бурга Йосипа Куновича — громадського діяча, Почесного громадянина м. Чернівців;
26. Вакалюк Марію Георгіївну — Героя соціалістичної праці;
27. Вечора Гурія Івановича — заступника голови Садгірської районної організації ветеранів, працював багато років директором одного з підприємств Садгірського району;
28. Візнюка Василя Георгійовича — голову правління, генерального директора ВАТ «Чернівецький хімічний завод»;
29. Вудвуда Володимира Денисовича — колишнього першого заступника голови міськвиконкому, заступника голови Першотравневої районної організації ветеранів;
30. Гродецького Георгія Дмитровича — колишнього голову виконкому Чернівецької міської ради;
31. Гордаш Єфимію Антонівну — вчителя школи-комплексу № 27, депутата Шевченківської районної у місті ради;
32. Карпенка Болеслава Григоровича — колишнього першого голову Ленінської (Шевченківської) районної у місті ради, 1965—1970 роки;
33. Колесник Ларису Анатоліївну — завідувачку дошкільного навчального закладу № 41, який очолює з 1995 року;
34. Коробову Людмилу Григорівну — викладача математики ліцею № 1 Чернівецької міської ради, педагогічний стаж 37 років;
35. Крижановського Василя Миколайовича — начальника відділу інженерних мереж та кадастру управління містобудування та архітектури, адміністратора дозвільної системи у сфері господарської діяльності департаменту містобудівного комплексу та земельних відносин Чернівецької міської ради;
36. Лавренова Василя Михайловича — члена президії міської ради ветеранів, 20 років пропрацював викладачем в Чернівецькому державному університеті;
37. Лісового Анатолія Костянтиновича — заступника головного лікаря з організаційно-методичної роботи обласної клінічної лікарні, працював на посаді начальника міського відділу охорони здоров'я 1984—1992 роки;
38. Милашенко Неонілу Михайлівну — редактора радіопрограми «Місто і люди»;
39. Михайлину Валентину Пилипівну — в березні 1944 року брала участь у визволенні м. Чернівців від німецько-фашистських загарбників, більше 50 років працює в системі охорони здоров'я;
40. Міняйла Ігоря Леонідовича — голову правління ЗАТ «Імпульс», голову ради директорів Шевченківського району;
41. Ніколайчука Івана Івановича — президента групи компаній НІКО;
42. Полещикова Івана Олександровича — в березні 1944 року брав участь у визволенні м. Чернівців від німецько-фашистських загарбників, більше 30 років працював на заводі «Емальпосуд»:
43. Ригу Івана Васильовича — Заслуженого будівельника України, Почесного громадянина м. Чернівців;
44. Сандюк Сільву Дмитрівну — генерального директора УВО УТОС;
45. Федоренко Ганну Михеївну — колишнього директора виробничого об'єднання «Восход», двічі нагороджена орденами Леніна, Почесного громадянина м. Чернівців;
46. Фесюка Віталія Матвійовича — голову правління ВАТ «Чернівецький олійно-жировий комбінат»;
47. Цвинтарного Леоніда Павловича — колишнього першого заступника голови Чернівецького обласного виконкому, активіста міської організації ветеранів..
48. Биркову Вікторію — голова ветеранської організації;
49. Бодакіна Віктора– голова ветеранської організації;
50. Качанову Юлію– голова ветеранської організації;
51. Мельника Анатолія — заступник голова ветеранської організації;
52. Майдан Антоніну — художнього керівника аматорського хору ветеранів «Пам'ять»;
53. Блащука Ореста — директора Західного регіонального управління «Приватбанк»;
54. Стецевича Андрія — директора Чернівецької філії цього банку;
55. Миколайчук Марію — народну артистку України;
56. Січкара Якова — художника, лауреата літературно-мистецької премії ім. С.Воробкевича.
57. Затуловського Леоніда — Заслуженого діяча мистецтв України;
58. Когос Марію = керівник вокального ансамблю «Барви», яка виховала професіоналів естрадно-вокального мистецтва Ані Лорак, Катерину Бужинську, Ірину Столяр та інших;
59. Панчука Олега — керівника національно-культурного товариства; 
60. Келлера Франциска — керівника національно-культурного товариства;
61. Опаіця Аркадія — керівника національно-культурного товариства;
62. Рихла Петра — науковця ;
63. Євдокименка Валерія — науковеця ;
64. Осадчука Сергія — науковеця; 
65. Колодія Віталія — письменника; 
66. Лютіка Мірчу — письменника;
67. Коченюк Тамару — вчительку, яка вже понад 65 років виховує чернівчан ;
68. Сосну Івана — ветерана, який понад 20 років доглядає за головним годинником Чернівців.

Посмертно почесною відзнакою нагороджено журналіста Чернівецької ОДТРК Людмилу Єгорову
та Народного художника України, автора галереї бургомістрів, примарів, мерів та Почесних громадян міста Івана Холоменюка.

А також медаллю «На славу Чернівців» нагороджені:

- Ющенко Віктор — Президент України, за реставрацію у 90-х роках історичної будівлі приміщення управління Нацбанку України в Чернівецькій області, з якої розпочалася сучасна реставрація Чернівців;
- Кравчук Леонід — перший Президент України, який починав трудову діяльність у Чернівцях;
- Яценюк Арсеній — Голова Верховної Ради України;
- Каденюк Леонід — перший космонавт України, Почесний громадянин міста Чернівців;
- Кузнєцов Едуард — заступник голови Національного космічного агентства України;
- Цибух Валерій — голова земляцтва «Буковина»;
- Ілащук Василь Степанович — народний артист України, в.о. президента Національної телекомпанії України;
- Саєнко Володимир — керівник консульського відділу Посольства України в Москві.

## За заслуги перед територіальною громадою і містом та з нагоди 19-го Дня незалежності України
- Мельничука Степана Васильовича — ректора Чернівецького національного університету імені Ю.Федьковича ;
- Романіва Михайла Васильовича — начальника Головного управління Пенсійного фонду України в Чернівецькій області;
- Папієва Михайла Миколайовича — голову Чернівецької обласної державної адміністрації[1].

## За заслуги перед територіальною громадою міста Чернівців та з нагоди 20-ї річниці незалежності України
- Бабуха Василя Івановича — головного редактора комунального підприємства "Редакція газети «Чернівці»;
- Глубоченка Володимира Григоровича — декана медичного факультету № 2 Буковинського державного медичного університету;
- Світуна Віктора Дмитровича — головного лікаря комунальної медичної установи «Міська клінічна лікарня № 3»;
- Сірка Богдана Петровича — директора відокремленого структурного підрозділу «Навчально-консультаційний центр Національного університету „Одеська юридична академія“ з юридичним коледжем у м. Чернівці»;
- Стасюк Тетяну Полінарівну — головного спеціаліста управління житлового господарства Першотравневої районної ради в місті Чернівці.

## Учасники війни з РФ
- Мізунський Юрій Іванович (1988—2014)
- Петрищук Олександр Вікторович (1987—2014)
- Піцул Віктор Петрович (1990—2014)
- Краснян Валерій Іванович (1971 - 2022)[2]

## Інше
20 лютого 2021 року під час Віче «Майдан забуттю не підлягає» посмертно нагороджений громадський та політичний діяч Юрій Скорейко.